# ميكائيل كريتيان بصير
ميكائيل كريتيان بصير (بالفرنسية: Michaël Chrétien)‏، من مواليد 10 يوليو 1984 في نانسي في فرنسا. بدأ مسيرته الكروية مع نادي نانسي الفرنسي في عام 2002، قبل أن ينتقل في صيف 2011 إلى نادي بورصاسبور التركي. بدأ مسيرته الدولية مع منتخب المغرب لكرة القدم في عام 2007.

## روابط خارجية
- ميكائيل كريتيان بصير على موقع اتحاد تركيا (لاعب) (الإنجليزية)
- ميكائيل كريتيان بصير على موقع قاعدة بيانات كرة القدم.إي يو (الإنجليزية)
- ميكائيل كريتيان بصير على موقع ناشيونال فوتبول تيمز (الإنجليزية)
- ميكائيل كريتيان بصير على موقع Soccerway.com (الإنجليزية)
- ميكائيل كريتيان بصير على موقع عالم كرة القدم.نت (الإنجليزية)
- ميكائيل كريتيان بصير على موقع AS.com (الإسبانية)